# Mesoleptus beneplacitus
Mesoleptus beneplacitus là một loài tò vò trong họ Ichneumonidae.